# Robert O’Hara Burke
Robert O’Hara Burke (St. Clevans, Írország, 1821. május 6. – 1861. június 28.)  ír ausztráliai utazó.

## Élete
1848-ig a Radetzky huszárezrednél szolgált Ausztriában, 1858-ban nagy expedíció vezetésével bízták meg amelynek az volt a célja, hogy az egész ausztráliai szárazföldön keresztülhatoljon. Kitűnően fölszerelve hagyta el Melbourne-t 1860. augusztus 20-án és el is érte a Carpentaria-öbölt 1861. január 20-án, ahol a kíséretében levő orvos, Wills éhen halt, mely sors azután Burke-t magát is érte. Másik útitársát, Kinget a kóborló bennszülöttek megtalálták és addig ápolták, míg a Melbourne-ből Howitt vezetése alatt utánuk küldött expedició szeptember 15-én meg nem mentette. Burke és Wills holttestét is utóbb Melbourne-be szállították, ahol szobrot emeltek nekik.